# 1977 في المغرب
فيما يلي قوائم الأحداث التي وقعت خلال عام 1977 في المغرب.

## الحكم
- الملك: الحسن الثاني
- رئيس الحكومة: أحمد عصمان
- وزير الداخلية: محمد بنهيمة

## تعيين في المنصب
- 1 يناير – عبد الواحد بلقزيز سفير المغرب لدى العراق.

## رياضة
- خاض كريمو مباراته الدولية الأولى سنة 1977 ضد المنتخب التونسي

## كتب
- نشرت رواية الريح الشتوية (رواية) للكاتب المغربي: مبارك ربيع (صُنفت هذه الرواية ضمن أفضل مئة رواية عربية، حيث احتلت المرتبة 47).
- قصة أخرجها من الجنة للكاتب: عبد الكريم غلاب.

## أفلام
- جرحة في الحائط (فيلم) للمخرج المغربي جيلالي فرحاتي، وكتابة فريدة بليزيد.
- عرس الدم (فيلم) للمخرج سهيل بنبركة.
- رماد الزريبة (فيلم) للمخرج العربي بالعكاف وسعد الشرايبي.

## مواليد

### يناير
- 1 يناير – ريهام الحر الكاركاتور بالمغرب.
- 5 يناير – حميد تيرمينا لاعب كرة قدم مغربي.[1]
- 7 يناير – يوسف سفري لاعب كرة قدم مغربي.
- 17 يناير – هشام زروالي لاعب كرة قدم مغربي.[2]
- 22 يناير – محمد خربوش لاعب كرة قدم مغربي.[3]

### فبراير
- 25 فبراير – كمال هشكار مخرج أفلام مغربي.

### مارس
- 10 مارس – ماجدولين الإدريسي ممثلة مغربية.[4]

### أبريل
- 13 أبريل – زكريا الصبار عضو مغربي في تنظيم القاعدة.
- 17 أبريل – هشام العسري
- 18 أبريل – حسن الفكيري لاعب كرة قدم نرويجي.[5]
- 27 أبريل – القيصر موسيقي مغربي.
- 28 أبريل – رشيد بورواس لاعب كرة قدم مغربي.

### مايو
- 1 مايو – طه الحيرش، كاتب روائي مغربي.
- 13 مايو – طارق السكتيوي لاعب كرة قدم مغربي.[6]
- 22 مايو – فوزي البرازي لاعب كرة قدم مغربي.[7]

### يوليو
- 14 يوليو – عادل رمزي لاعب كرة قدم مغربي.[8]
- 29 يوليو – حاتم إدار مغني مغربي.

### أغسطس
- 6 أغسطس – رضوان الرمضاني صحفي مغربي.

### سبتمبر
- 12 سبتمبر – محمد اليعقوبي لاعب كرة قدم مغربي.

### أكتوبر
- 4 أكتوبر – نجاة فالو بلقاسم[9]
- 17 أكتوبر – نور الدين قاسيمي لاعب كرة قدم مغربي.[10]

### نوفمبر
- 8 نوفمبر – ناديا إيجافيني[11]

### ديسمبر
- 30 ديسمبر – طارق الجرموني لاعب كرة قدم مغربي.[12]

## وفيات

### نوفمبر
- 11 نوفمبر – سعيدة المنبهي (مواليد 1952)

### ديسمبر
- 26 ديسمبر – عبد الكريم ابن جلون التويمي (مواليد 1911) سياسي مغربي.